# Италијанска оклопњача Франческо Морозини
Франческо Морозини (итал. Francesco Morosini) је била италијанска оклопњача класе Руђеро ди Лаура. Поринута је у Венецији 1885. године.
Отписана је 1890. године.